# Rzyszczewo (Białogard)
Rzyszczewo anhörenⓘ (deutsch Ristow) ist ein Dorf der Woiwodschaft Westpommern in Polen. Es gehört zur Landgemeinde Białogard (Belgard) im Powiat Białogardzki.

## Geographische Lage
Rzyszczewo liegt zehn Kilometer südlich von Białogard am linken Parsęta-Ufer an der Woiwodschaftsstraße Nr. 163 von Kołobrzeg (Kolberg) nach Wałcz (Deutsch Krone). Nächste Bahnstation ist Białogard an der Fernstrecke Berlin–Stettin–Danzig. Ein beschauliches Bild und erfrischendes Badeerlebnis bietet der nahegelegene See, ehemals „Ristower See“ genannt.

## Geschichte
Rzyszczewo ist eine alte germanische Siedlung und war bereits vor 3000 Jahren bewohnt. Die in den Jahren 1928 und 1930 in Steinkistengräbern aufgefundenen Urnen belegen das. Urkundlich wird der Ort erstmals im 14. Jahrhundert erwähnt – als Lehnsgut der Familie von Wolde. In den Folgejahren wechseln die Besitzer mit den Namen von Bonin, von Versen und von Kleist.
Im Jahr 1864 hatte Ristow 150 Einwohner. Eigentümer des Rittergutes war Wilhelm Krüger. Es wurde 1889 für Siedlungszwecke freigegeben und mit 15 Bauern besiedelt.
Im Jahr 1939 lebten in Ristow 167 Bürger, von denen 148 in der Land- und Forstwirtschaft und 12 im Handwerk tätig waren.
Bis 1945 gehörte das Dorf zum Landkreis Belgard (Persante) und bildete mit Boissin, Naffin und Zarnefanz den Amtsbezirk Zarnefanz. Standesamtlich war Ristow, wie das ganze Amt Zarnefanz, nach Lenzen ausgerichtet. Zuständiger Amtsgerichtsbereich war Belgard.
Die letzten Amtsinhaber vor 1945 waren Bürgermeister Richard Borghardt, Amtsvorsteher Franz Wilhelm und Standesbeamter Conrad Brunn. Die polizeilichen Dienste lagen bei Oberlandjäger Daske in Boissin.
Am 8. März 1945 wurde Ristow ohne Kampfhandlungen von sowjetischen Truppen besetzt. Allerdings wurden eine Frau und siebzehn Männer, darunter auch Bürgermeister Borghardt, von den Soldaten erschossen. Die deutsche Bevölkerung wurde nach Vietzow evakuiert. Ristow kam zu Polen und gehört heute als Rzyszczewo zur Landgemeinde Białogard.

## Kirche
Ristow gehörte bis 1945 zur Kirchengemeinde Boissin und mit dieser und den Nachbargemeinden Zarnefanz und Lenzen zum Kirchspiel Lenzen im Kirchenkreis Belgard, der zur Kirchenprovinz Pommern der evangelischen Kirche der Altpreußischen Union gehörte.
Heute liegt Rzyszczewo im Bereich der Kirchengemeinde Koszalin (Köslin) in der Diözese Pommern-Großpolen der polnischen Evangelisch-Augsburgischen Kirche.

## Schule
Bereits im Jahre 1792 hatte Ristow eine eigene Schule. Lange Zeit allerdings mussten die Ristower Kinder nach Boissin zum Unterricht, bis dieser im Jahre 1903 wieder an die eigene Schule verlegt wurde. 1914 bekam Ristow ein neues, großes Schulgebäude.